# Rudolf Eibel
Rudolf Eibel (* 1942) ist ein ehemaliger österreichischer Basketballspieler und -trainer.

## Laufbahn
Als Spieler war Eibel mit dem SK Handelsministerium Wien dreimal österreichischer Staatsmeister (1963, 1964, 1965). Er trat mit den Wienern auch im Europapokal an. Ab 1969 spielte er mit dem Klosterneuburger BC für einen anderen Bundesligisten. Eibel bestritt 21 Länderspiele, 1964 gehörte der 1,85 Meter große Aufbauspieler der österreichischen Nationalmannschaft an, die in Genf am Ausscheidungsturnier für die Olympischen Sommerspiele teilnahm.
Bereits schon zu seiner Spielerzeit war Eibel auch als Trainer beschäftigt. 1962 (SK Handelsministerium Wien), 1982, 1983, 1984 (UKJ Tyrolia Wien) führte er Mannschaften in den Spielklassen Schüler, Jugend und Junioren zu insgesamt fünf Staatsmeistertiteln. Er war bei weiteren Vereinen (WAT Wieden, UBV Mödling) in der Nachwuchsarbeit tätig.
In der Bundesliga A betreute er die Herren der Basket Flyers Wien (1990/91) sowie in der Bundesliga B Union Mödling (1971 bis 1974 und 1976/77) und Union Döbling (1977/78).